# Vazgen Sarkisjan
Vazgen Sarkisjan (5. března 1959, Ararat – 27. října 1999 Jerevan) byl arménský vojenský velitel a politik. V závěru 80. let se stal vůdčí osobností hnutí usilujícího o připojení Náhorněkarabašské autonomní oblasti k Arménii.

## Život
V letech 1991–1992 zastával jako první funkci ministra obrany Arménie, znovu jím byl v letech 1995–1999. V červnu roku 1999 se stal premiérem země. Ještě téhož roku v říjnu byl spolu s dalšími politiky zastřelen při jednání v budově parlamentu poté, co do ní vtrhla pětice ozbrojených útočníků.
Kromě Sarkisjana tehdy zahynul ještě předseda parlamentu Karen Demirčjan, dva jeho místopředsedové, jeden ministr a tři poslanci. Devět dalších lidí bylo zraněno. Útočníci, kteří podle svého vyjádření chtěli svým činem potrestat zkorumpované činitele, byli v roce 2003 odsouzeni k smrti.